# Boophis madagascariensis
Boophis madagascariensis és una espècie de granota de la família dels mantèl·lids. És endèmica de l'est de Madagascar, on viu a altituds d'entre o i 1.750 msnm. Habita les selves pluvials verges o pertorbades, incloent-hi les plantacions de plàtans situades al costat de la selva. Està amenaçada per la destrucció del seu hàbitat com a resultat de l'agricultura de subsistència, la tala d'arbres, la producció de carbó vegetal, l'expansió invasiva dels eucaliptus, el pasturatge de ramats, els incendis provocats per mantenir les pastures i el creixement de les poblacions humanes. El seu nom específic, madagascariensis, significa 'malgaixa' en llatí.